# Гейлі Вікенгайзер
Гейлі Вікенгайзер (англ. Hayley Wickenheiser; народилась 12 серпня 1978 у м. Шонавон, Саскачеван) — канадська хокеїстка. 
У складі національної збірної Канади учасниця зимових Олімпійських ігор 1998, 2002, 2006 і 2010, учасниця чемпіонатів світу 1995, 1997, 1999, 2000, 2004, 2005, 2007, 2008 і 2009.
Вікенгайзер також професійно грала у софтбол, і у складі збірної Канади брала участь в літніх Олімпійських іграх 2000. 
Переможниця зимових Олімпійських ігор (2002, 2006 і 2010, 2014), срібний призер (1998). Чемпіонка світу (1995, 1997, 1999, 2000, 2004, 2007, 2012), срібний призер (2005, 2008, 2009, 2011, 2013, 2016).